# Aeroporto di Fianarantsoa
L'Aeroporto di Fianarantsoa (IATA: WFI, ICAO: FMSF), è un aeroporto malgascio situato in località Beravina a circa 2 km a nord-est dal centro della città di Fianarantsoa, capoluogo dell'omonima provincia e della regione di Haute Matsiatra, raggiungibile percorrendo la Route nationale 7.
La struttura, posta all'altitudine di 1 115 m/ 3 657 ft sul livello del mare, è dotata di un solo terminal ed una sola pista con fondo in asfalto lunga 1 250 m e larga 25 m (4 921 x 98 ft) con orientamento 08/26 e dotata di impianto di illuminazione.
L'aeroporto, di proprietà del governo del Madagascar e di competenza del Ministere de la Défense Nationale, il ministero della difesa dello stato insulare africano, è gestito dalla ADEMA - Aéroports de Madagascar, effettua attività secondo le regole e gli orari sia IFR che VFR ed è aperto al traffico commerciale.